# Nieuil-l’Espoir
Nieuil-l’Espoir ist eine französische Gemeinde im Département Vienne in der Region Nouvelle-Aquitaine. Sie zählt 2.680 Einwohner (Stand: 1. Januar 2022) und gehört zum Arrondissement Poitiers und zum Kanton Vivonne.

## Geografie
Nieuil-l’Espoir liegt etwa dreizehn Kilometer südöstlich von Poitiers am Fluss Miosson. Umgeben wird Nieuil-l’Espoir von den Nachbargemeinden Savigny-Lévescault im Norden und Nordosten, Fleuré im Osten, Vernon im Süden und Südosten, Gizay im Süden und Südwesten, La Villedieu-du-Clain im Südwesten, Nouaillé-Maupertuis im Westen und Nordwesten sowie Mignaloux-Beauvoir im Nordwesten.
Durch die Gemeinde führt die Route nationale 147.

## Bevölkerungsentwicklung
| Jahr      | 1962 | 1968 | 1975 | 1982 | 1990 | 1999 | 2006 | 2012 | 2017 |
| Einwohner | 615  | 662  | 920  | 1193 | 1554 | 1904 | 2181 | 2401 | 2718 |

## Sehenswürdigkeiten

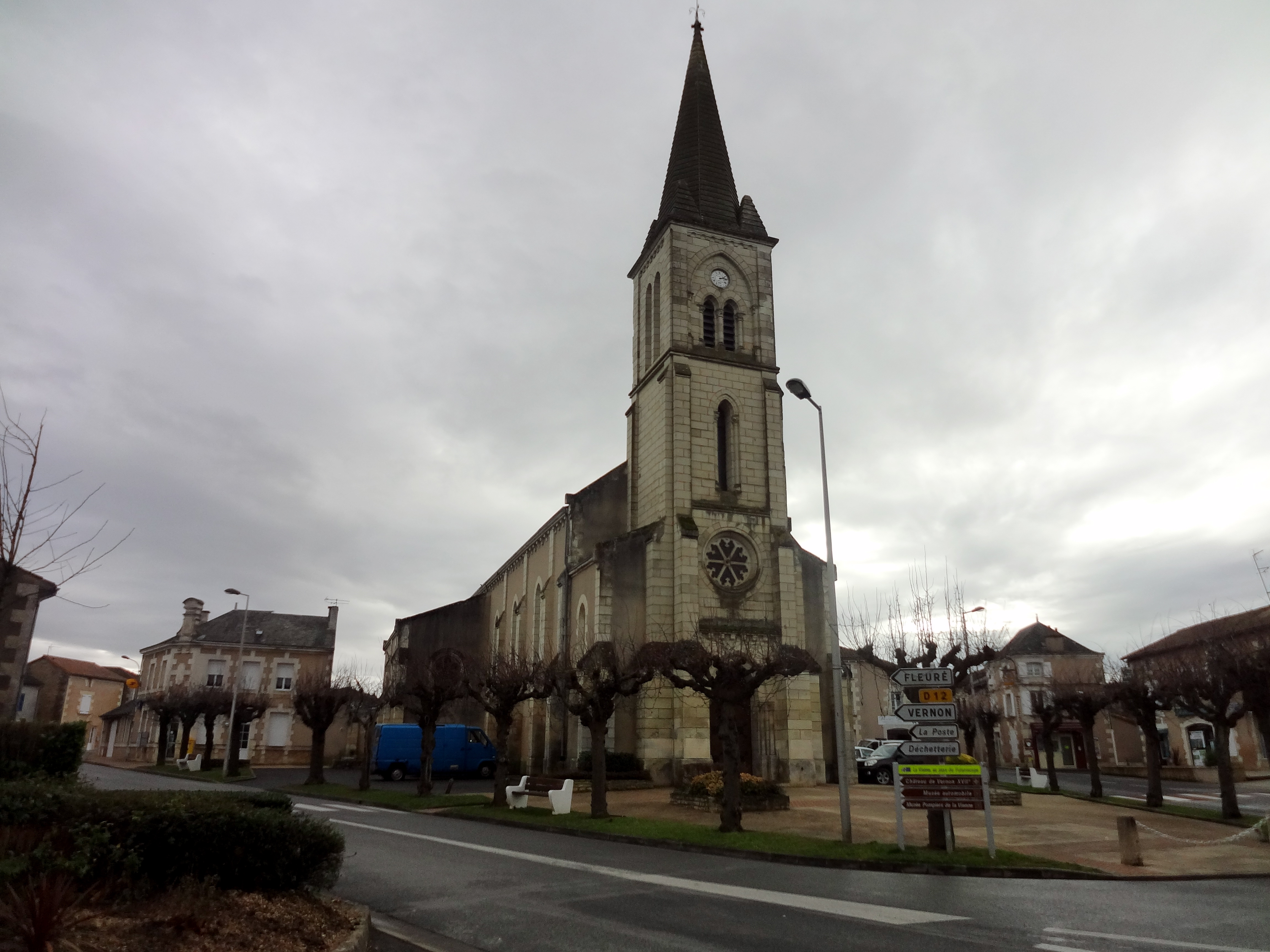
Kirche Saint-Gervais-Saint-Protais

- Kirche Saint-Gervais-Saint-Protais
- Brücke über den Miosson
- Kriegerdenkmal für die Toten des Ersten Weltkriegs